# Trnovac, Knjaževac
Trnovac (izvirno srbsko Трновац) je naselje v Srbiji, ki upravno spada pod Občino Knjaževac; slednja pa je del Zaječarskega upravnega okraja.

## Demografija
V naselju živi 208 polnoletnih prebivalcev, pri čemer je njihova povprečna starost 54,8 let (51,9 pri moških in 57,4 pri ženskah). Naselje ima 84 gospodinjstev, pri čemer je povprečno število članov na gospodinjstvo 2,70.
To naselje je popolnoma srbsko (glede na rezultate popisa iz leta 2002), a v času zadnjih treh popisov je opazno zmanjšanje števila prebivalcev.
|  |

| Demografija | Demografija     | Demografija     |
| Leto        | Št. prebivalcev | Št. prebivalcev |
| ----------- | --------------- | --------------- |
|             |                 |                 |
|             |                 |                 |
|             |                 |                 |
|             |                 |                 |
| 1948        | 613             |                 |
| 1953        | 613             |                 |
| 1961        | 566             |                 |
| 1971        | 439             |                 |
| 1981        | 395             |                 |
| 1991        | 292             | 291             |
| 2002        | 230             | 227             |
|             |                 |                 |

| Etnična sestava po popisu iz leta 2002 | Etnična sestava po popisu iz leta 2002 | Etnična sestava po popisu iz leta 2002 | Etnična sestava po popisu iz leta 2002 | Etnična sestava po popisu iz leta 2002 |
| -------------------------------------- | -------------------------------------- | -------------------------------------- | -------------------------------------- | -------------------------------------- |
| Srbi                                   | Srbi                                   |                                        | 227                                    | 100,0%                                 |
| Neznano                                | Neznano                                |                                        | 0                                      | 0,0%                                   |